# CXCL1
CXCL1, hemokin (C-X-C motiv) ligand 1, je mali citokin koji pripada CXC hemokin familiji. On se ranije zvao GRO1 onkogen, GROα, KC, neutrofil-aktivirajući protein 3 (NAP-3) i melanoma rast stimulišuća aktivnost, alfa (MSGA-α). Kod ljudi, ovaj protein je kodiran CXCL1 genom.

## Funkcija
izlučuju ljudske ćelije melanoma. On ima mitogene osobine i učestvuje u patogenezi melanoma.
CXCL1 izražavaju makrofage, neutrofili i epitelske ćelije, i dejstvuje kao neutrofilni hemoatraktant. CXCL1 igra ulogu u razvoju kičmene moždine putem inhibicije migracije oligodendrocit prekurzora, i učestvuje u procesima angiogeneze, inflamacije, zarastanja rana, i tumorigeneze.
Ovaj hemokin dejstvuje putem signaliziranja kroz hemokin receptor . Gen za CXCL1 je lociran na ljudskom hromozomu 4 među genima za drugih CXC hemokina. Jedna početna studija na miševima je proizvela evidenciju da CXCL1 umanjuje težinu multiple skleroze i da možda može da ima neuroprotektivnu ulogu.